# Irene de Trebisonda
Irene de Trebisonda (en griego: Ειρήνη Παλαιολογίνα, murió después de 1382) fue la esposa del bígamo Basilio de Trebisonda, con quien tuvo dos hijos, Alejo y Juan, después Alejo III de Trebisonda y, posiblemente, dos hijas, María y Teodora. 
No se sabe mucho de los primeros años de Irene antes de alcanzar la cúspide del poder y convertirse en la segunda mujer, no completamente legal de Basilio. Su matrimonio generó muchas protestas del Patriarca de Constantinopla, Juan XIV Kalekas, pero debe admitirse que Basilio ciertamente parece haber tenido una relación larga con ella y fue solo después de que le había dado dos hijos y herederos que se casó con ella. Su matrimonio duró solo unos nueve meses antes de que Basilio fuera asesinado por su legítima esposa, Irene Paleóloga, y lo que siguió fue un golpe en el palacio. Paleóloga y sus seguidores tomaron el poder y la enviaron fuera con sus dos pequeños hijos, Alejo y Juan, a Constantinopla, donde podrían ser vigilados por el padre de Paleóloga, Andrónico III Paleólogo.
Su tiempo en el exilio, parece haberse pasado como testigo de las revoluciones de palacio que tuvieron lugar tanto en Trebisonda como en el Imperio bizantino. El gobierno de la regencia de Juan V Paleólogo apoyó al esposo de Irene Paleóloga y tío de Basilio Miguel de Trebisonda, pero cuando Juan VI Cantacuceno ganó la guerra civil bizantina, prestó su apoyo al hijo de Irene, Juan, rebautizado Alejo, dirigidos por Nicetas Escolarios, el líder del poderoso clan Escolarios que Miguel había enajenado. La oferta concluyó con éxito y derrocó al débil y violento gobierno de Miguel y puso al hijo de Irene en el trono.
La restauración de la rama ilegítima de la familia Comneno marcó el comienzo también del propio poder de Irene en el gobierno de Trebisonda en nombre de su hijo. Al parecer ella había  luchado por el poder con los nobles y especialmente con la familia de los Doranites que hicieron una rebelión sin éxito en la capital, mientras que su hijo Alejo se retiró a la fortaleza del castillo de Trípolis por seguridad. En 1341 Irene fue en una expedición a Limnia con Miguel Panaretos y tomaron la ciudad de las pretensiones señoriales de Constantino Doranites.
Después del fin de la guerra civil, Irene parece haber jugado todavía algún papel en el gobierno de Trebisonda y en 1367 acompañó a su hijo Alejo, cuando su nieta Ana se casó con el rey de Georgia. También estuvo presente en el bautizo de su biznieto Basilio, rebautizado posteriormente como Alejo IV de Trebisonda. Este incidente en 1382 es la última vez que aparece y lo que le sucedió después con ella se desconoce.